# Amanda Anisimova
Amanda Kay Victoria Anisimova (Freehold, Nueva Jersey, 31 de agosto de 2001) es una tenista profesional estadounidense. Actualmente ocupada la posición no. 7 en el Ranking WTA, logrado el 14 de julio de 2025, luego de alcanzar la final del Campeonato de Wimbledon 2025. Ha ganado tres títulos en el circuito WTA, incluyendo un torneo Masters 1000, logrado en el Torneo de Catar de 2025.
Como júnior, Anisimova alcanzó el puesto número 2 del mundo y ganó el título individual femenino del Abierto de Estados Unidos de 2017. En el circuito profesional WTA, saltó a la fama en el Abierto de Indian Wells de 2018 al lograr su primera victoria ante una jugadora de las primeras diez, a los 16 años, frente a Petra Kvitová. Ganó su primer título profesional en la Copa Colsanitas de 2019, con solo 17 años.
El gran hito de Anisimova en los torneos de Grand Slam llegó en 2019 en el Abierto de Australia, donde alcanzó los octavos de final tras derrotar a la número 11 del mundo, Aryna Sabalenka, una de las principales candidatas al título. Ese mismo año avanzó a las semifinales de Roland Garros tras sorprender de nuevo a Sabalenka en la segunda ronda y a Simona Halep en los cuartos de final. Halep era la campeona defensora y número 3 del mundo. Este resultado la convirtió en la semifinalista más joven del torneo en más de una década y en la primera tenista nacida en el siglo XXI en alcanzar los cuartos de final y semifinales de un torneo de Grand Slam.

## Primeros años
Anisimova nació en municipio de Freehold de Nueva Jersey, hija de Olga y Konstantin Anisimov. Tiene una hermana mayor, Maria, quien jugó tenis universitario para la Universidad de Pensilvania mientras estudiaba en la escuela de negocios de pregrado Wharton. Sus padres emigraron de Rusia a Estados Unidos varios años antes de su nacimiento con el objetivo de brindar mejores oportunidades a su hija mayor. Trabajaron en los sectores de finanzas y banca, y ninguno practicó tenis de forma competitiva durante su juventud.
Comenzó a jugar tenis a los cinco años. Atribuye a su hermana la inspiración para iniciarse en el deporte, diciendo: «mi hermana jugaba tenis cuando yo era pequeña. Siempre la veía jugar y yo también quería hacerlo. Así fue como me metí en esto y mis padres también se involucraron». Su familia se mudó a Florida cuando era muy joven para que ambas hermanas tuvieran más oportunidades de entrenar y encontrar entrenadores. Su padre fue su entrenador principal por mucho tiempo y su madre también ha participado en su formación. Comenzó a trabajar con Nick Saviano a los 11 años. Max Fomine, quien también ha sido entrenador asistente de los hermanos Bob y Mike Bryan, trabajó como su entrenador acompañante durante sus viajes.

## Trayectoria

### 2017
Tras una exitosa carrera como júnior, en 2017, aún con 16 años, se pasó al profesionalismo con resultados más que satisfactorios para terminar la temporada dentro del top 200 (197).

### 2018
En 2018, siguió con su buena trayectoria y empezó a jugar asiduamente torneos de categoría WTA. Incluso, en septiembre, llegó a jugar su primera final de un torneo WTA, en Tokio y pese a perderla le permitió subir por el ranking hasta terminar el año como jugadora más joven del top 100 (95).

### 2019
En 2019, su  meteórica carrera no ha hecho más que seguir los pasos que llevaba y en el Abierto de Australia, llegó a 4.ª ronda convirtiéndose en la primera tenista (hombre o mujer) nacida después del 2000, en llegar a una cuarta ronda de cualquier Grand Slam. Ya en abril, se conseguiría  su primer título en el circuito WTA aún con 17 años. Sería el logrado en la arcilla de Bogotá al derrotar en la final a la australiana Astra Sharma. Tras el Torneo de Bogotá jugó el Madrid Open y el Torneo de Roma donde tuvo que jugar en los dos torneo los clasificatorios, perdiendo en Madrid antes del cuadro final y en Roma en R32, pero la sorpresa vino en el Abierto de Francia donde consiguió llegar a semifinales, haciendo así su mejor actuación en un major.

## Títulos WTA (3; 3+0)

### Individual (3)
| Leyenda                                |
| -------------------------------------- |
| Grand Slam (0)                         |
| Juegos Olímpicos (0)                   |
| WTA Finals (0)                         |
| P. Mandatory & Premier 5, WTA 1000 (1) |
| Premier, WTA 500 (0)                   |
| International, WTA 250 (2)             |

| N.º | Fecha                 | Torneo       | Superficie    | Oponente en la final  | Resultado     |
| --- | --------------------- | ------------ | ------------- | --------------------- | ------------- |
| 1.  | 14 de abril de 2019   | Bogotá       | Tierra batida | Astra Sharma          | 4-6, 6-4, 6-1 |
| 2.  | 9 de enero de 2022    | Melbourne II | Dura          | Aliaksandra Sasnóvich | 7-5, 1-6, 6-4 |
| 3.  | 15 de febrero de 2025 | Doha         | Dura          | Jeļena Ostapenko      | 6-4, 6-3      |

#### Finalista (3)
| N.º | Fecha                    | Torneo    | Superficie | Oponente en la final | Resultado     |
| --- | ------------------------ | --------- | ---------- | -------------------- | ------------- |
| 1.  | 16 de septiembre de 2018 | Hiroshima | Dura       | Su-Wei Hsieh         | 2-6, 2-6      |
| 2.  | 12 de agosto de 2024     | Toronto   | Dura       | Jessica Pegula       | 3-6, 6-2, 1-6 |
| 3.  | 10 de julio de 2025      | Wimbledon | Césped     | Iga Świątek          | 0-6, 0-6      |

## Historial de desempeño
Leyenda
| G | F | SF | CF | #R | RR | C# | P# | NSC | NE | A | Z# | PO | O | P | B | ATP# | TI | TD | ND |

Solo se incluyen en el historial de victorias y derrotas los resultados de los cuadros principales de los torneos del circuito de la WTA, Grand Slam, la Copa Billie Jean King Cup (anteriormente Fed Cup), United Cup, Copa Hopman y Juegos Olímpicos.

### Individuales
| Torneos de Grand Slam       |      |      |      |       |      |       |       |      |       |       |                       |                       |                       |                      |
| Abierto de Australia        | A    | A    | A    | 4R    | 1R   | A     | 4R    | 1R   | 4R    | 2R    | 0 / 6                 | 10-6                  | 63%                   |                      |
| Roland Garros               | A    | 1R   | A    | SF    | 3R   | 1R    | 4R    | A    | 2R    | 4R    | 0 / 7                 | 14-7                  | 67%                   |                      |
| Wimbledon                   | A    | A    | A    | 2R    | ND   | 1R    | CF    | A    | C3    | F     | 0 / 4                 | 11-4                  | 73%                   |                      |
| Abierto de EE. UU.          | C2   | C1   | 1R   | A     | 3R   | 2R    | 1R    | A    | 1R    |       | 1 / 5                 | 3-5                   | 38%                   |                      |
| Ganados-perdidos            | 0-0  | 0-1  | 0-1  | 9-3   | 4-3  | 1-3   | 10-4  | 0-1  | 4-3   | 10-3  | 0 / 22                | 38-22                 | 63%                   |                      |
| Campeonatos de fin de año   |      |      |      |       |      |       |       |      |       |       |                       |                       |                       |                      |
| WTA Elite Trophy            | NSC  | NSC  | NSC  | A     | ND   | ND    | ND    | NSC  | ND    | ND    | 0 / 0                 | 0-0                   | –                     |                      |
| WTA Finals                  | NSC  | NSC  | NSC  | NSC   | NSC  | NSC   | NSC   | NSC  | NSC   |       | 0 / 0                 | 0-0                   | –                     |                      |
| Torneos WTA 1000            |      |      |      |       |      |       |       |      |       |       |                       |                       |                       |                      |
| Catar                       | A    | NTI  | A    | NTI   | 3R   | NTI   | 2R    | NTI  | A     | G     | 1 / 3                 | 9-1                   | 90%                   |                      |
| Dubái                       | NTI  | A    | NTI  | A     | NTI  | 2R    | NTI   | 2R   | A     | 1R    | 0 / 3                 | 2-3                   | 40%                   |                      |
| Indian Wells                | A    | A    | 4R   | 2R    | ND   | 3R    | 2R    | 2R   | A     | 2R    | 0 / 6                 | 7-6                   | 54%                   |                      |
| Miami                       | A    | 1R   | 2R   | 2R    | ND   | 3R    | 1R    | 1R   | A     | 4R    | 0 / 7                 | 5-6                   | 45%                   |                      |
| Madrid                      | A    | A    | A    | C1    | ND   | 1R    | CF    | 1R   | 1R    | 2R    | 0 / 5                 | 3-5                   | 38%                   |                      |
| Roma                        | A    | A    | A    | 2R    | 2R   | 2R    | CF    | A    | 1R    | 2R    | 0 / 6                 | 6-6                   | 50%                   |                      |
| Canadá                      | A    | A    | A    | A     | ND   | 3R    | 2R    | A    | F     |       | 0 / 3                 | 8-3                   | 73%                   |                      |
| Cincinnati                  | A    | A    | 3R   | A     | 2R   | A     | 2R    | A    | A     |       | 0 / 3                 | 4-2                   | 67%                   |                      |
| Guadalajara                 | ND   | ND   | ND   | ND    | ND   | ND    | A     | A    | NTI   | NTI   | 0 / 0                 | 0-0                   | –                     |                      |
| Pekín                       | A    | A    | A    | 1R    | ND   | ND    | ND    | A    | 4R    |       | 0 / 2                 | 2-2                   | 50%                   |                      |
| Wuhan                       | A    | A    | C1   | 2R    | ND   | ND    | ND    | ND   | 2R    |       | 0 / 1                 | 2–1                   | 67%                   |                      |
| Ganados-Perdidos            | 0-0  | 0-1  | 6-2  | 4-5   | 4-2  | 7-6   | 10-6  | 1-4  | 8-4   | 8-5   | 1 / 40                | 48-35                 | 73%                   |                      |
| Estadísticas de carrera     |      |      |      |       |      |       |       |      |       |       |                       |                       |                       |                      |
| Año                         | 2016 | 2017 | 2018 | 2019  | 2020 | 2021  | 2022  | 2023 | 2024  | 2025  | Títulos               | G-P                   | %                     |                      |
| Torneos jugados             | 0    | 2    | 6    | 14    | 10   | 15    | 15    | 7    | 11    | 14    | Total de carrera: 94  | Total de carrera: 94  | Total de carrera: 94  | Total de carrera: 94 |
| Títulos ganados             | 0    | 0    | 0    | 1     | 0    | 0     | 1     | 0    | 0     | 1     | Total de carrera: 3   | Total de carrera: 3   | Total de carrera: 3   | Total de carrera: 3  |
| Finales disputadas          | 0    | 0    | 1    | 1     | 0    | 0     | 1     | 0    | 1     | 3     | Total de carrera: 7   | Total de carrera: 7   | Total de carrera: 7   | Total de carrera: 7  |
| Total de ganados-perdidos   | 0-0  | 0-2  | 11-5 | 23-13 | 11-9 | 14-15 | 33-13 | 2-7  | 20-12 | 31-13 | 3 / 94                | 145–89                | 145–89                |                      |
| % de victorias              | –    | 0%   | 69%  | 64%   | 55%  | 48%   | 72%   | 22%  | 63%   | 70%   | Total de carrera: 62% | Total de carrera: 62% | Total de carrera: 62% |                      |
| Clasificación de fin de año | 764  | 192  | 95   | 24    | 30   | 78    | 23    | 359  | 36    |       | Más alta: 12          | Más alta: 12          | Más alta: 12          |                      |